# Mausolée de Nguyễn Sinh Sắc

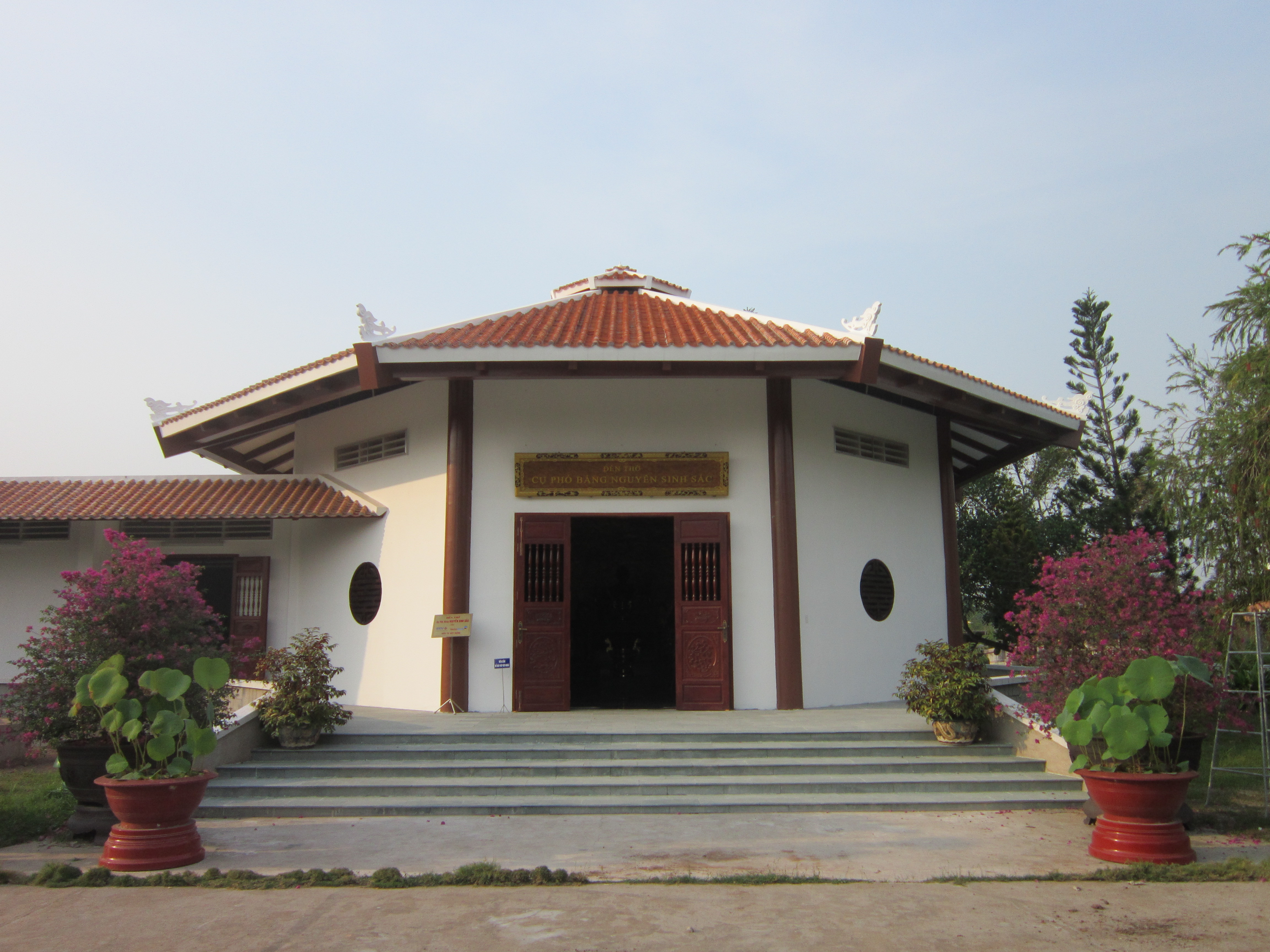
Ancienne pagode du Soleil de Hoa An, faisant aujourd'hui partie du mausolée.

Le mausolée de Nguyễn Sinh Sắc est le mausolée de Nguyễn Sinh Sắc (1862-1929), père d'Hô-Chi-Minh (1890-1969, de son nom de naissance Nguyễn Sinh Cung). Il se trouve au sud du pays, dans la ville de Cao Lãnh. C'est un monument inscrit au patrimoine national depuis 1992.

## Historique
Nguyễn Sinh Sắc, ancien instituteur, fils de paysans pauvres, vécut à Hoa An, village faisant aujourd'hui partie de Cao Lãnh. C'est ici qu'il mourut en 1929. Les autorités du Parti communiste vietnamien ont fait construire un mausolée, inauguré en décembre 1977, au milieu d'un parc de dix hectares.
Ho Chi Minh n'a jamais émis le souhait de construire un mausolée pour son père, et encore moins pour lui-même, lors de sa mort en 1969, souhaitant être incinéré. Le projet de mausolées pour le père et le fils par le parti communiste vietnamien met en avant le culte de la personnalité, bien présent dans le pays.   